# Anahuac, Texas
Anahuac [ˈænəwæk] är administrativ huvudort i Chambers County i Texas. Enligt 2010 års folkräkning hade Anahuac 2 243 invånare.